# جائزة الصين الكبرى 2019
جائزة الصين الكبرى 2019 (بالصينية: 2019年中國大獎賽) هو سباق فورمولا 1
أقيم بتاريخ 14 أبريل 2019 في حلبة شانغهاي الدولية، الصين، وكان السباق 3 من أصل 21 في بطولة العالم لسباقات الفورمولا واحد موسم 2019، وكان أول المنطلقين فالتيري بوتاس.
فاز بالمركز الأول  لويس هاملتون، وكان صاحب أسرع لفة بيير جاسلي بزمن قدرة 94.742 ثانية.